# Květoslava
Květoslava je ženské křestní jméno slovanského původu, vzniklé překladem latinského jména Flora. Jeho zkrácenou verzí, která je dnes již považována za samostatné jméno, je Květa a Květuše.
V českém občanském kalendáři má svátek 8. prosince.

## Domácké podoby
Květa, Květuše, Květuš, Květuška, Květka, Kvéťa, Květí, Květulinka, Květuli, Kikina, Slávka

## Cizí obdoby
Na Slovensku existuje obdoba Kvetoslava, v Srbsku Cvetislava a Cavtislava a příbuzné je bulharské Cvetomira.

## Statistické údaje
Následující tabulka uvádí četnost jména v ČR a pořadí mezi ženskými jmény ve srovnání dvou roků, pro které jsou dostupné údaje MV ČR – lze z ní tedy vysledovat trend v užívání tohoto jména:
| Rok       | Četnost    | Pořadí   |
| --------- | ---------- | -------- |
| 1999      | 23628      | 59.      |
| 2002      | 22921      | 60.      |
| Porovnání | o 707 méně | o 1 hůře |

Změna procentního zastoupení tohoto jména mezi žijícími ženami v ČR (tj. procentní změna se započítáním celkového úbytku žen v ČR za sledované tři roky) je -2,2%.